# Jody Chiang
Jody Chiang, o Jiang Hui (chino tradicional: 江蕙, pinyin: Jiang Hui POJ: Kang Hui, nacida el 1 de septiembre de 1964), es una cantante taiwanesa. Ella a menudo se denomina como La Reina de la música de Taiwán. Su carrera musical comenzó cuando empezó a grabar en la década de los años 1980 y mantiene una carrera activa en la actualidad. Sus baladas y canciones son muy populares. Su actuación en la escena de la música popular de Taiwán es a menudo comparado con el de Teresa Teng.